# Velsk
Velsk (en ruso: Вельск) es una ciudad de Rusia perteneciente al óblast de Arcángel. Está situada en la orilla izquierda del río Vel, en la confluencia con el río Vaga, a unos 545 kilómetros al sur de Arcángel. Su población en el año 2006 era de 26.210 habitantes.

## Historia
Los primeros datos sobre la existencia de Velsk son del año 1137. Después de haber sufrido varias inundaciones, Velsk fue trasladada hacia un lugar más elevado, en el siglo XVI. Recibió el estatuto de ciudad en 1780.

## Evolución Demográfica
| 2,000                      | 6,700 | 16,900 | 25,967 | 26,210 |
| (Fuente: [cita requerida]) |       |        |        |        |

- Datos: Q132972
- Multimedia: Velsk / Q132972